# Садовнича Олена Анатоліївна
Оле́на Анато́ліївна Садовни́ча (нар. 4 листопада 1967, місто Київ) — українська лучниця, призер Олімпійських ігор.
Олена Садовнича тренувалася в спортивному клубі Збройних Сил України. Срібна (1997) і бронзова (1999) призерка чемпіонатів світу в командних змаганнях. Чемпіонка Європи (1998, 2002) у командних змаганнях, дворазова срібна призерка (1996). Рекордсменка світу і Європи. Бронзова призерка Ігор XXVI Олімпіади. Срібна призерка Ігор XXVII Олімпіади у командних змаганнях. Тренери — Лілія Грищенко, Віктор Сидорук
Срібну олімпійську медаль вона виборола на сіднейській Олімпіаді в командних змаганнях. Чотири роки перед тим, в Атланті вона здобула бронзу в особистих змаганнях.
Про срібну медаль Олімпіади-2000 в Сіднеї в командних змаганнях:
|  | Головною причиною нашого успіху вважаю ідеальний склад команди, в якій мені пощастило бути разом з Наталією Бурдейною і Катериною Сердюк. Ми були не просто неймовірно дружною командою, а наче єдиним організмом. Як кажуть, дихали в унісон, дивилися в одну сторону. Були нерозлучні не тільки на стрільбищі, а й в Олімпійському селищі. Ідеальна психологічна сумісність і готовність підтримати одна одну – це і було запорукою того, що змогли підкорити олімпійський п'єдестал. І через двадцять років ми з дівчатами продовжуємо спілкуватися, хоча живемо в різних містах. |

За інформацією ЗМІ, Садовнича Олена Анатоліївна є боржником майже 2,3 млн грн. Її син Олексій Садовничий заборгував майже 1,3 млн грн за іншим рішенням. Вони зобов'язались розробити дизайн та закупити будівельні матеріали з технікою для здійснення ремонту квартири, але не зробили цього На все нерухоме та рухоме майно Садовничої Олени накладено арешт, вона була внесена до реєстру боржників - почалась процедура примусового стягнення коштів. Голосіївським управлінням поліції ГУ НП у м. Києві відкрито кримінальне провадження за ч. 4 ст. 190 Кримінального кодексу України. Олімпійську призерку включили до персонального складу членів Національного олімпійського комітету України вже після винесення рішення суду. Проте одним із критерії членства в НОК України є наявність бездоганної ділової репутації. 14 листопада 2022 року Етична комісія рекомендувала Виконкому НОК України внести призерку до складу членів на період 2022-2025 років попри наявність судових спорів.